# Sen’yō-ji

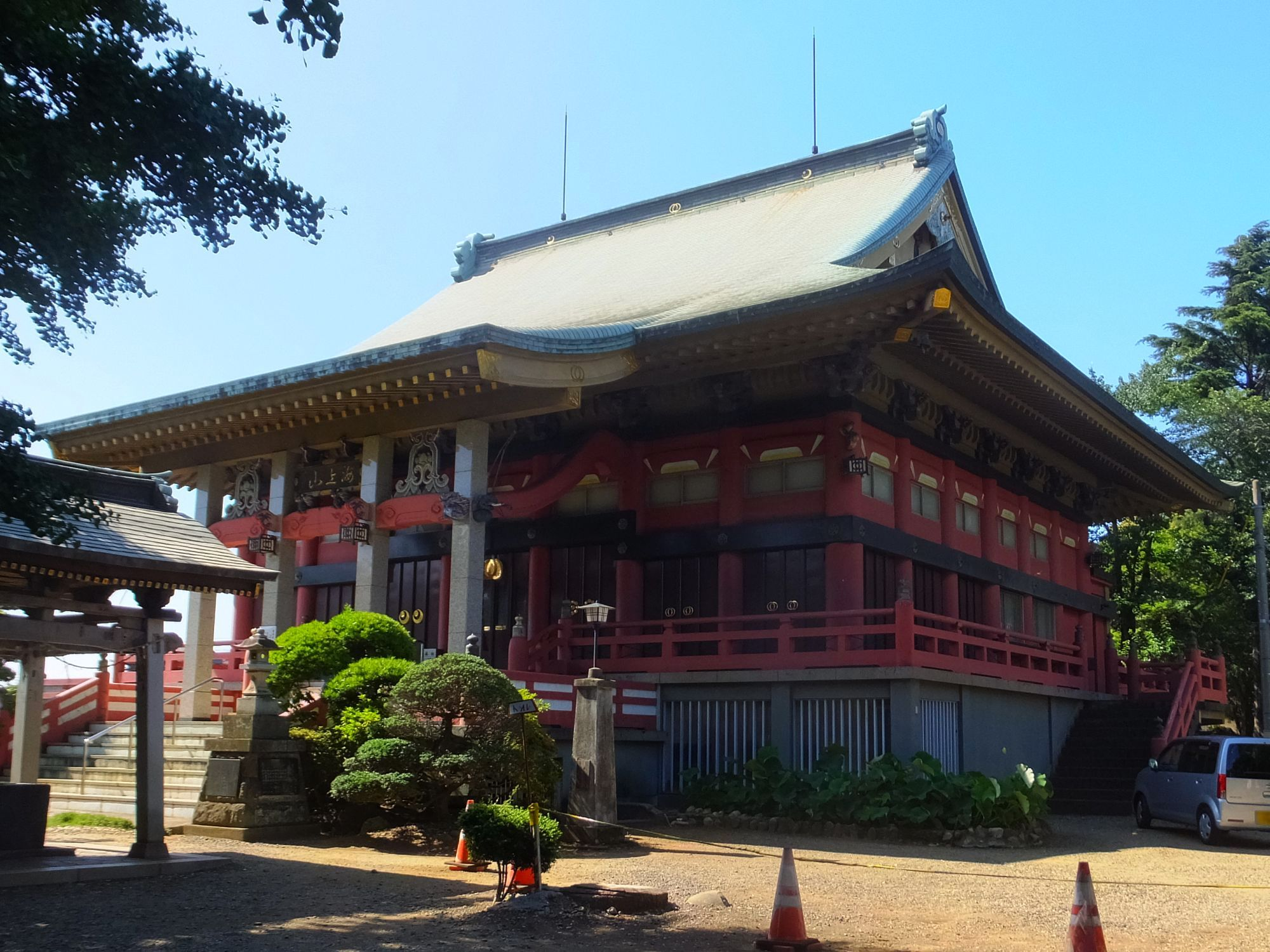
Haupthalle

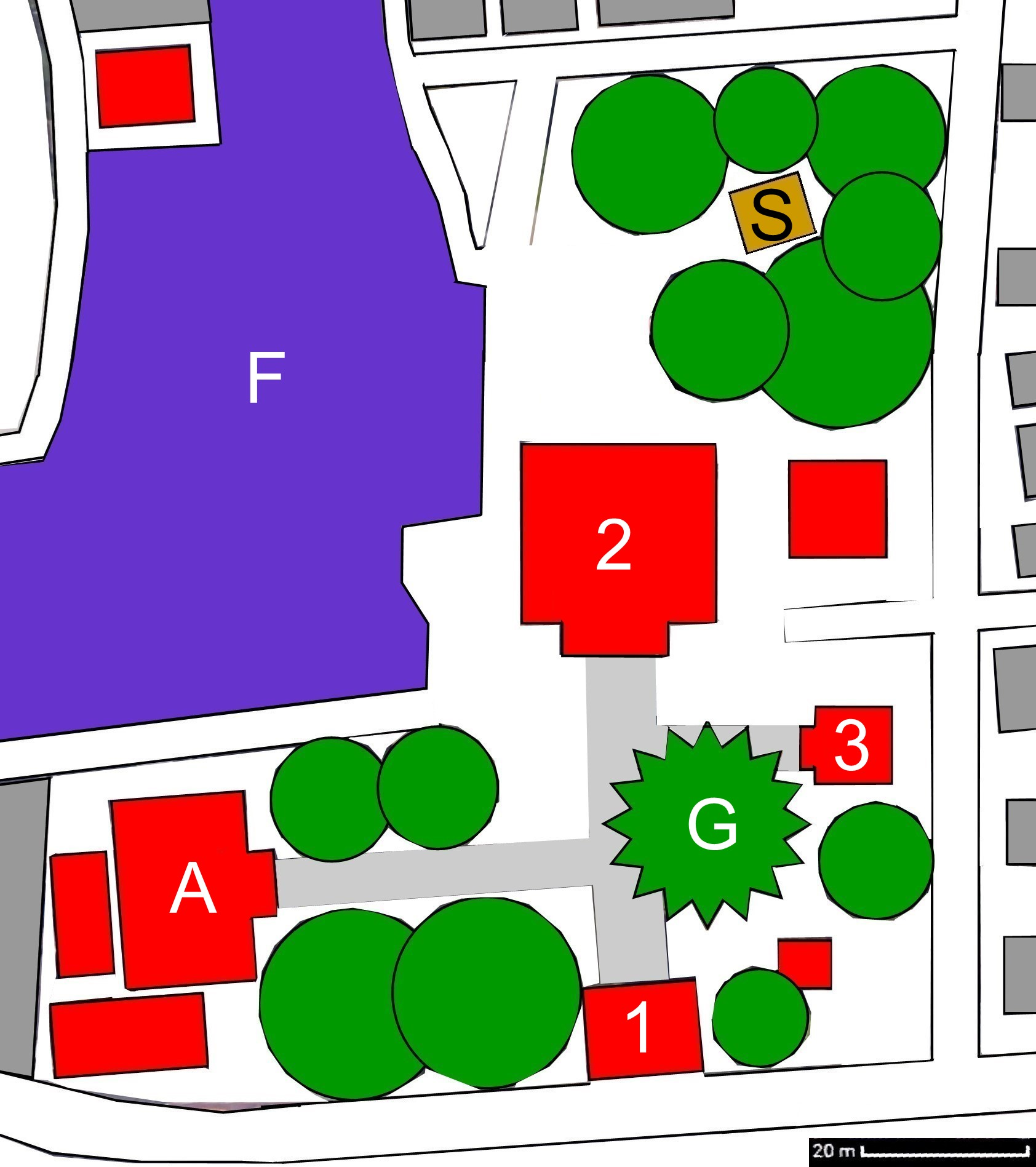
Plan des Tempels (s. Text)

Der Sen’yō-ji (japanisch 千葉寺), auch Chiba-dera gelesen, mit dem Bergnamen Kaijō-san (海上山), ist ein Tempel der Shingon-Richtung des Buddhismus in der Stadt Chiba, Japan. In der traditionellen Zählung ist er der 29. der 33 Tempel der Kantō-Region.

## Geschichte
Der Überlieferung nach soll der Tempel im 2. Jahr Wadō (和銅), also 709, gegründet worden sein. Er gehört damit zu den ältesten Tempeln der Gegend. Dies wird durch Ausgrabungen alter Dachziegel (軒丸瓦 Nokimaru-gawara) bestätigt, die aus der Mitte des 8. Jahrhunderts stammen. Weiter fand man aus dem 12. Jahrhundert Sutrenbehälter (経筒 Kyōzutsu) und kleine Gefäße aus blauweißem Porzellan, die man am Körper trug (青白磁合子 Seihakuhi goshi). Diese sind als Kulturobjekte der Präfektur registriert.
Im Jahr 1160 wurde das Tempelgelände von einem Blitz getroffen und brannte vollständig ab. 1192 errichtete Chiba Tsunetane (千葉 常胤; 1118–1201), Herrscher in der Gegend, auf Anordnung des Minamoto Yoritomo wieder neu, allerdings nicht mehr auf geschätzte 126 × 126 m, sondern auf kleinerer Fläche. Die Chiba unterstützten auch weiterhin den Tempel.
Bis zur Meiji-Zeit versammelten sich die Anwohner am Abende des letzten Tages im Jahr (大晦日 ōmisoka) am Tempel und brachten ihre Unzufriedenheit der Stadtverwaltung gegenüber zum Ausdruck, gemischt auch mit loser Nachrede. Das führte oft zu großem Gelächter, das als „Chiba-Gelächter“ (千葉笑い Chiba-warai) bekannt war.
Die Tempelanlage wurde während der Luftangriffe im Pazifikkrieg schwer beschädigt.

## Anlage
Man betritt die Anlage von Süden her durch das Tempeltor mit der geschwungenen Dachpartie, das hier als Niō-Tor (仁王門 Niō-mon; 1 im Plan), also als Tor mit den beiden Tempelwächtern (Niō) rechts und links vom Durchgang ausgeführt ist. Auf dem Wege zur Haupthalle passiert man auf der rechten Seite einen hochgewachsenen Ginkgo-Baum (G), dessen Alter auf 1000 Jahre geschätzt wird. Er wird hier als 大公孫樹 (Ōichō), etwa „Großer Fürst und Enkel Baum“, bezeichnet. Weiter rechts dahinter steht die kleine Daishidō (大師堂; 3), also die Halle, die dem Tempelgründer gewidmet ist.
Die Haupthalle (本堂 Hondō; 2) ist im Zweiten Weltkrieg zerstört worden. Sie ist in Anlehnung an die Vergangenheit modern wieder aufgebaut. Das Abtquartier (A) mit der Verwaltung (納経所 Nōkyōjo) vervollständigt die Anlage, zu der ein großer Friedhof (F) gehört.
Auf dem Tempelgelände hinter der Haupthalle steht der Ryūzō-Schrein (瀧蔵神社 Ryūzō-jinja; S).

## Schätze des Tempels
Vor dem heutigen Tempeltor hat man auf einem Privatgrundstück eine Kupferlaterne, verziert mit einem Pflaumen- und Bambusmuster (梅竹透釣灯篭 Umetake sukashitsuri tōrō), ausgegraben. Aus der Inschrift am Schirm weiß man, dass sie aus dem Jahr 1550 stammt und dass sie von der Familie Hara (原氏 -shi), die eine Zweigfamilie der Chiba war, gestiftet wurde. Sie befindet sich heute, registriert als Wichtiges Kulturgut, im Nationalmuseum Tokio.

## Bilder

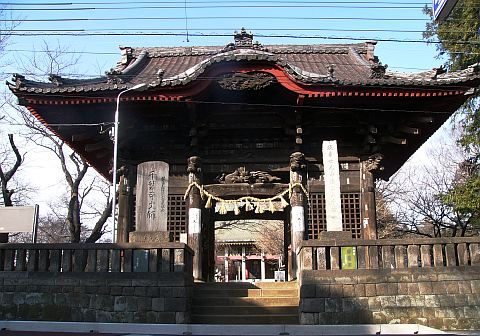
Tempeltor
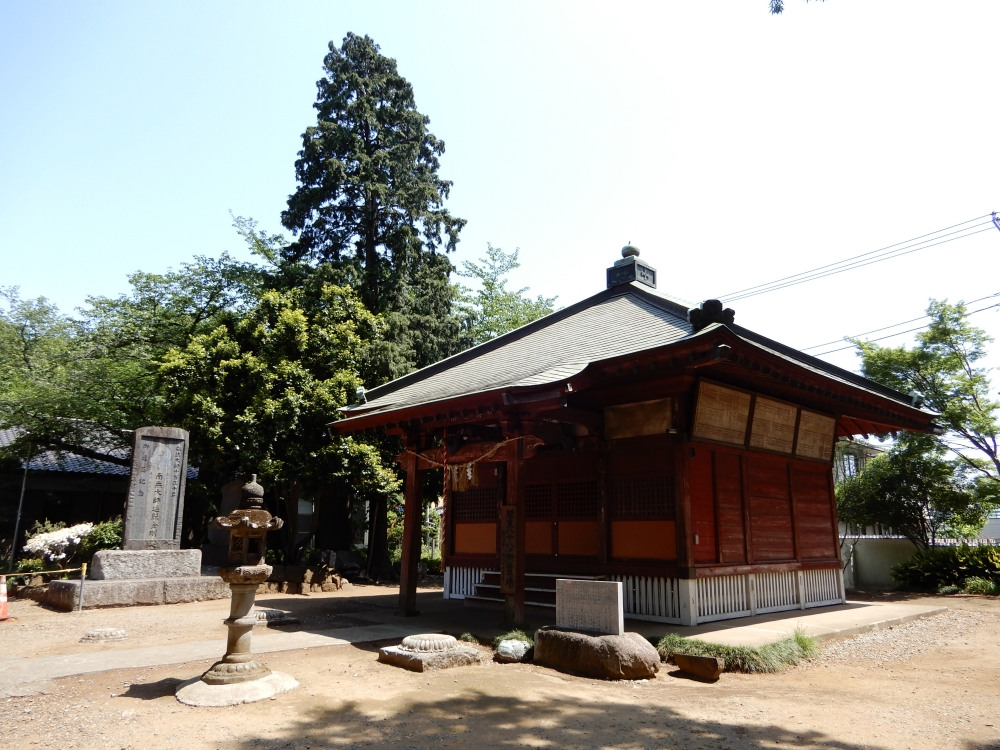
Daishidō
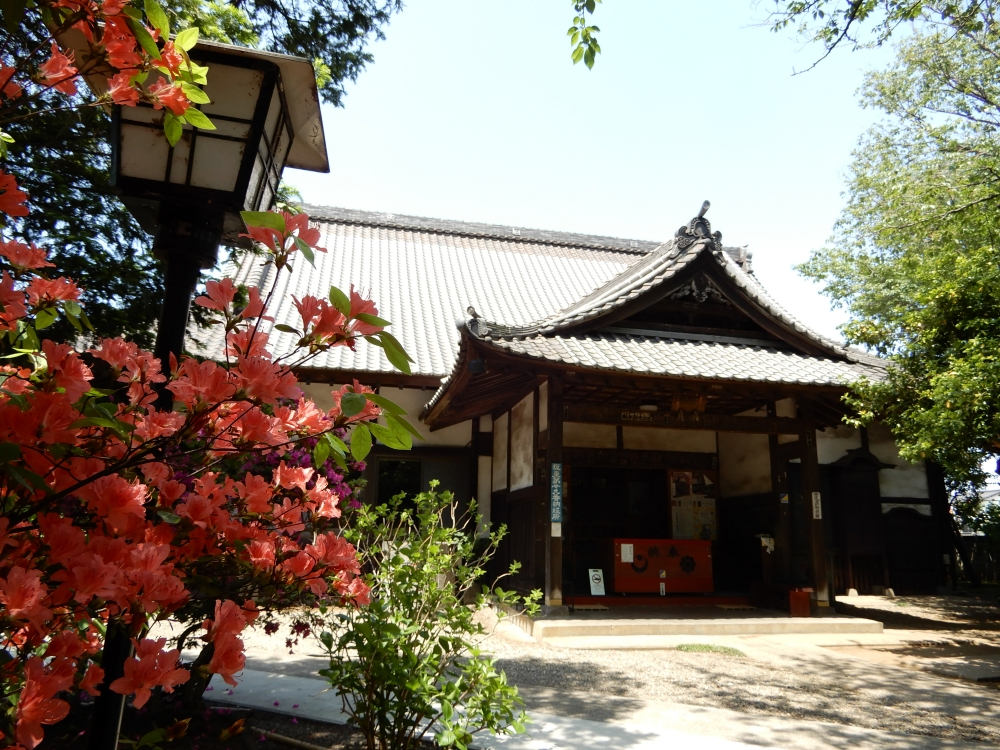
Verwaltung
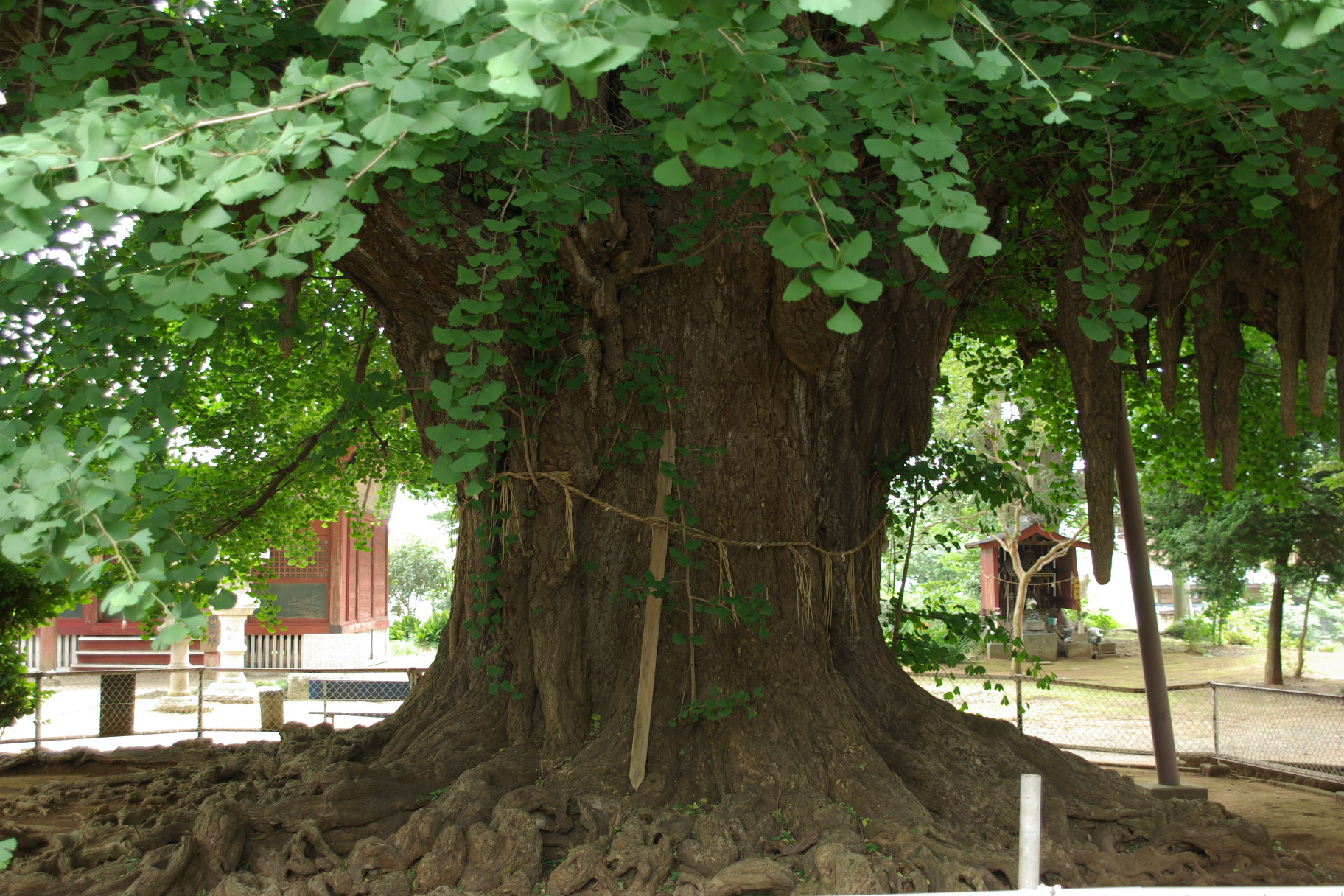
Alter Ginkgo
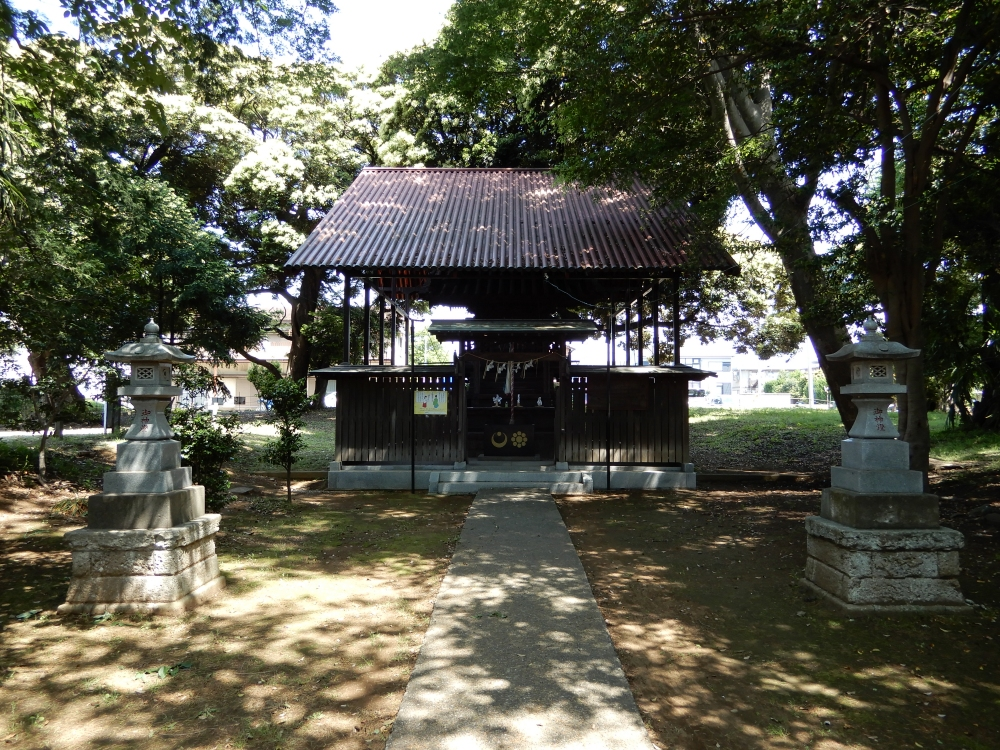
Ryūzō-Schrein